# Mi delirio sobre el Chimborazo
Mi delirio sobre el Chimborazo es un poema en prosa escrito por el héroe de la independencia latinoamericana Simón Bolívar en 1822 o 1823. En él se cuenta cómo el mismo autor escala el monte Chimborazo en Ecuador, y sobre su cima sufre de un delirio en el cual se encuentra con el dios del tiempo, con quien tiene un momento de reflexión sobre la eternidad, los eventos políticos que estaban ocurriendo en el momento y sobre la "pasión violenta" que el proyecto de independencia y la creación de la Gran Colombia despiertan en Bolívar.

## Contexto histórico

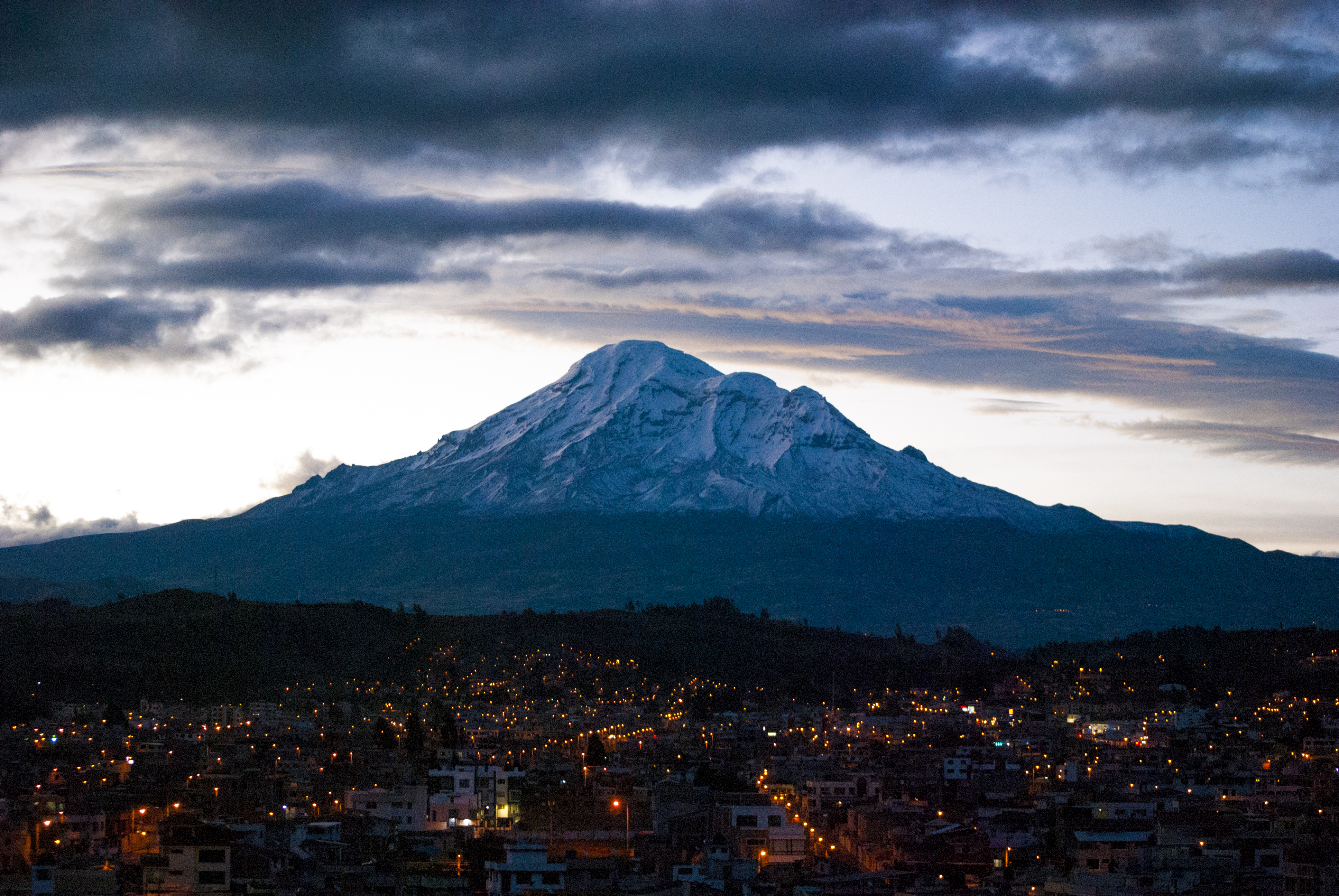
Volcán Chimborazo visto desde la ciudad de Riobamba.

Simón Bolívar, además de ser un personaje importante por su trascendencia histórica, también destacó como escritor de varias cartas y discursos. El estilo de Bolívar se caracteriza por un ritmo armónico, un punto de vista subjetivo, con textos cargados de emociones, imágenes visuales y auditivas, descripciones de la naturaleza, hechos históricos y ricos en figuras literarias, especialmente metáforas. Todas estas características juntas componen la maestría retórica de Bolívar.
En el momento en el que el texto fue escrito, en 1822 o 1823, Simón Bolívar acababa de obtener varias victorias importantes. En 1819 había conseguido la independencia de la actual Colombia y la creación de la Gran Colombia, en 1821 consiguió la independencia de Venezuela y la de Ecuador en 1822. Mismo año en el que conoció a su amante Manuela Sáenz y consiguió un importante éxito diplomático en la entrevista de Guayaquil. Pero lejos de estar satisfecho con los éxitos conseguidos, Bolívar estaba preparando la acción militar para conseguir la independencia del Perú.
Todos estos procesos históricos no solo estaban resultando en la constitución de nuevas naciones, pero este proceso requería de la construcción de relatos nacionales para el imaginario colectivo de los ciudadanos.
Fue en este contexto que Bolívar escribió el poema, durante su estancia en la ciudad de Riobamba, a los pies del monte Chimborazo. Aunque hay quien dice que el poema fue escrito desde Loja.

## Contenido
El poema inicia describiendo el viaje del autor desde Venezuela hasta los andes Ecuatorianos. El autor se refiere a Venezuela como el lugar "donde paga su tributo el caudaloso Orinoco al Dios de las aguas", ya que la desembocadura de dicho río se encuentra en ese país. Mientras que el fragmento "Busqué las huellas de La Condamine y de Humboldt; seguílas audaz" se refiere al Ecuador ya que nombra a dos científicos europeos que habían visitado este país.
Seguidamente, el poema se detiene a describir el monte Chimborazo y los detalles del ascenso hacia su cima. Durante el ascenso tanto Bolívar como el paisaje se transforman, él convirtiéndose en un héroe mientras que la montaña se convierte en una dimensión mítica en la cual se da lugar a la presencia de los dioses.
Al llegar a la cima, Bolívar sufre una muerte simbólica que se representa cuando dice "desfallezco al tocar con mi cabeza la copa del firmamento". Esta muerte simbólica da paso a ser poseído por un delirio, el cual se presenta como una experiencia divina y sobrenatural.
En medio del delirio, el dios del tiempo aparece ante Bolívar personificado por un anciano. Y entonces procede a mostrar toda su grandeza y su poder.

«Yo soy el padre de los siglos, 
 soy el arcano de la fama y del secreto, 
 mi madre fue la Eternidad; 
 los límites de mi imperio los señala el Infinito; 
 no hay sepulcro para mí, porque soy más poderoso que la Muerte; 
 miro lo pasado, miro lo futuro, y por mis manos pasa lo presente.
Simón Bolívar

El dios del tiempo procede a cuestionar la trascendencia de las acciones de Bolívar.

¿Por qué te envaneces, niño o viejo, hombre o héroe? 
 ¿Crees que es algo tu Universo? 
 ¿Qué levantaros sobre un átomo de la creación es elevaros? 
 ¿Pensáis que los instantes que llamáis siglos pueden servir de medida a mis arcanos? 
 ¿Imagináis que habéis visto la Santa Verdad? 
 ¿Suponéis locamente que vuestras acciones tienen algún precio a mis ojos? 
 Todo es menos que un punto a la presencia del Infinito que es mi hermano.»
Simón Bolívar

Este, inicialmente sobrecogido, responde a los cuestionamientos explicando la importancia de sus actos de manera confiada, el punto principal de su respuesta se halla en la pregunta retórica "¿cómo, ¡oh Tiempo! no ha de desvanecerse el mísero mortal que ha subido tan alto?". Entonces el dios del tiempo reconoce la importancia y legitimidad de las acciones de Bolívar, encargándole la tarea de guiar a "los hombres".

dibuja a los ojos de tus semejantes el cuadro del Universo físico, 
 del Universo moral; 
 no escondas los secretos que el cielo te ha revelado: di la verdad a los hombres.
Simón Bolívar

Finalmente, Bolívar despierta de su delirio, simbólicamente renacido como un héroe.
El poema es narrado en primera persona, por la voz de Bolívar, resaltado de esta manera su individualidad. Menciona a varios dioses clásicos, Iris, Belona y Cronos, pero Bolívar también incorpora a un dios nuevo: el "dios de Colombia", el cual de cierta manera empuja a Bolívar a hablar con los dioses clásicos.